# Walter Bonatti

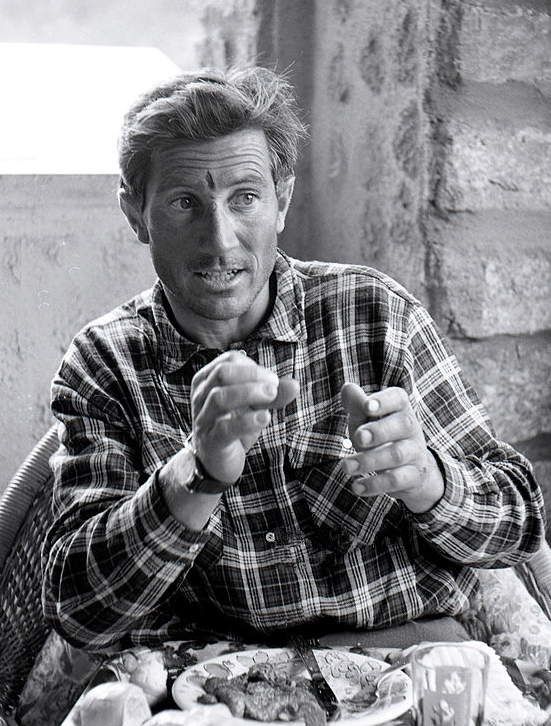
Walter Bonatti in 1964

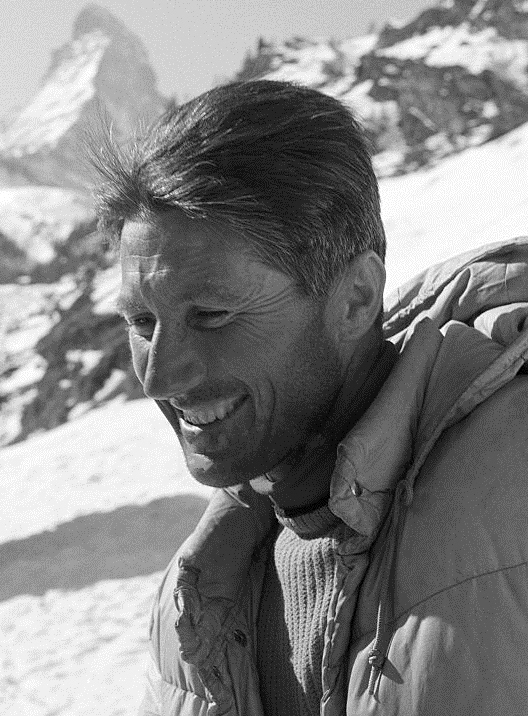
Walter Bonatti in 1965

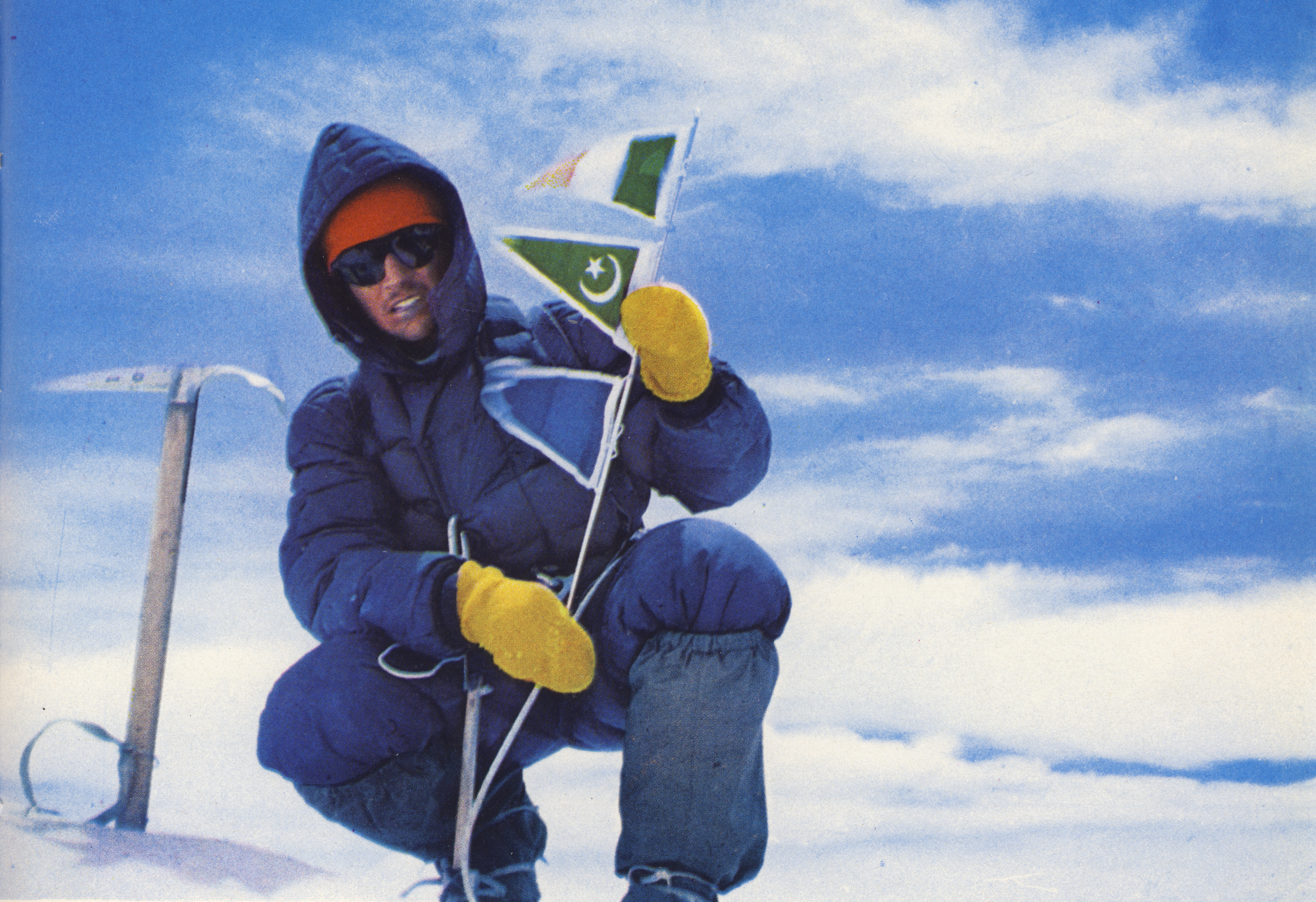
Bonatti op de top van de Gasherbrum IV (1958)

Walter Bonatti (Bergamo (Italië), 22 juni 1930 – 13 september 2011) was een Italiaans alpinist. Zijn belangrijkste beklimmingen vonden plaats in de Alpen waar hij grote bekendheid verwierf met solo-beklimmingen van nieuwe routes op de Drus en de Matterhornnoordwand.

## Biografie
Bonatti ontdekte het rotsklimmen in 1949 bij toeval. In hetzelfde jaar beklom hij de Piz Badile noordoostwand - zeker destijds nog een van de allerzwaarste routes in de Alpen - en de Grandes Jorasses noordwand, die technisch gezien misschien wel de moeilijkste van de grote noordwanden is.
Bonatti creëerde een heel eigen stijl en ethiek die hem zeer strenge spelregels oplegden. Ethiek is in de bergen een flexibel begrip; bij gebrek aan een scheidsrechter is het aan jezelf om te beoordelen of je hebt valsgespeeld of niet. Uiteraard is ook valsspelen een zeer breed begrip in de bergen. Zo was het gebruik van geboorde haken voor Bonatti uit den boze. Door overal willekeurig een gat te boren zo oordeelde hij, werd het avontuur vermoord door alles mogelijk te maken. Voor hem was klimmen een vorm van zelfontplooiing, van bewustzijnsverruiming. Bergen, dat waren hopen steenpuin en het was door de klimmers dat er leven aan gegeven werd. Hij verwierp de toenmalig heersende gedachtegang en stelde de ethiek van de grote alpinisten uit de jaren dertig voorop. Met deze door een groot deel van de klimwereld verzaakte methodes behaalde hij grote successen. Het verklaart waarom Bonatti een zeer controversieel persoon is in de Italiaanse klimgeschiedenis.
In 1951 sloeg hij de wereld met stomheid door de Grand Capucinoostwand te beklimmen. Een wand die lang voor onmogelijk was gehouden. Het maakte Bonatti meteen een nationale held, en dankzij deze roem werd hij geselecteerd om deel te nemen aan de K2-expeditie van 1954. Hij maakte zelf echter geen deel uit van de ploeg die de top uiteindelijk bereikte maar speelde een cruciale rol om zuurstofflessen tot het hoogste kamp te krijgen. Door niet-nagekomen afspraken van het topteam werd hij samen met de Hunza-drager Madi gedwongen onbeschermd te bivakkeren boven de 8000 meter, wat hem enkel de Oostenrijkse superklimmer Hermann Buhl voordeed. Bonatti doorstond de nacht ongeschonden maar voor de Pakistaanse drager was de tol hoger: al diens tenen en vingers moesten worden geamputeerd. De hele situatie bracht de expeditie in een slecht daglicht en tot op de dag van vandaag wordt Bonatti in een slecht daglicht gesteld, ook al sprak een rechtbank hem reeds in de jaren zestig vrij van alle beschuldigingen.
Bonatti voelde zich verraden en keerde zwaar depressief terug naar zijn Alpen waar hij zijn critici probeerde te antwoorden op de manier die hij het beste beheerste: door het klimmen van onmogelijke routes. De meest onmogelijke route van dat moment was de zuidwestpijler van Les Drus, een verbluffende, spitse granietberg nabij Chamonix-Mont-Blanc. Hier ontdekte Bonatti het soloklimmen, wat hem naderhand wereldberoemd zou maken. Alleen beklom Bonatti gedurende zes dagen een route die alleen nog nooit beklommen was, maar die door de hele klimwereld als niet te beklimmen werd bekeken. Het relaas van zijn expeditie is te lezen in 'The Mountains of my Life'.

### Vincendon en Henry

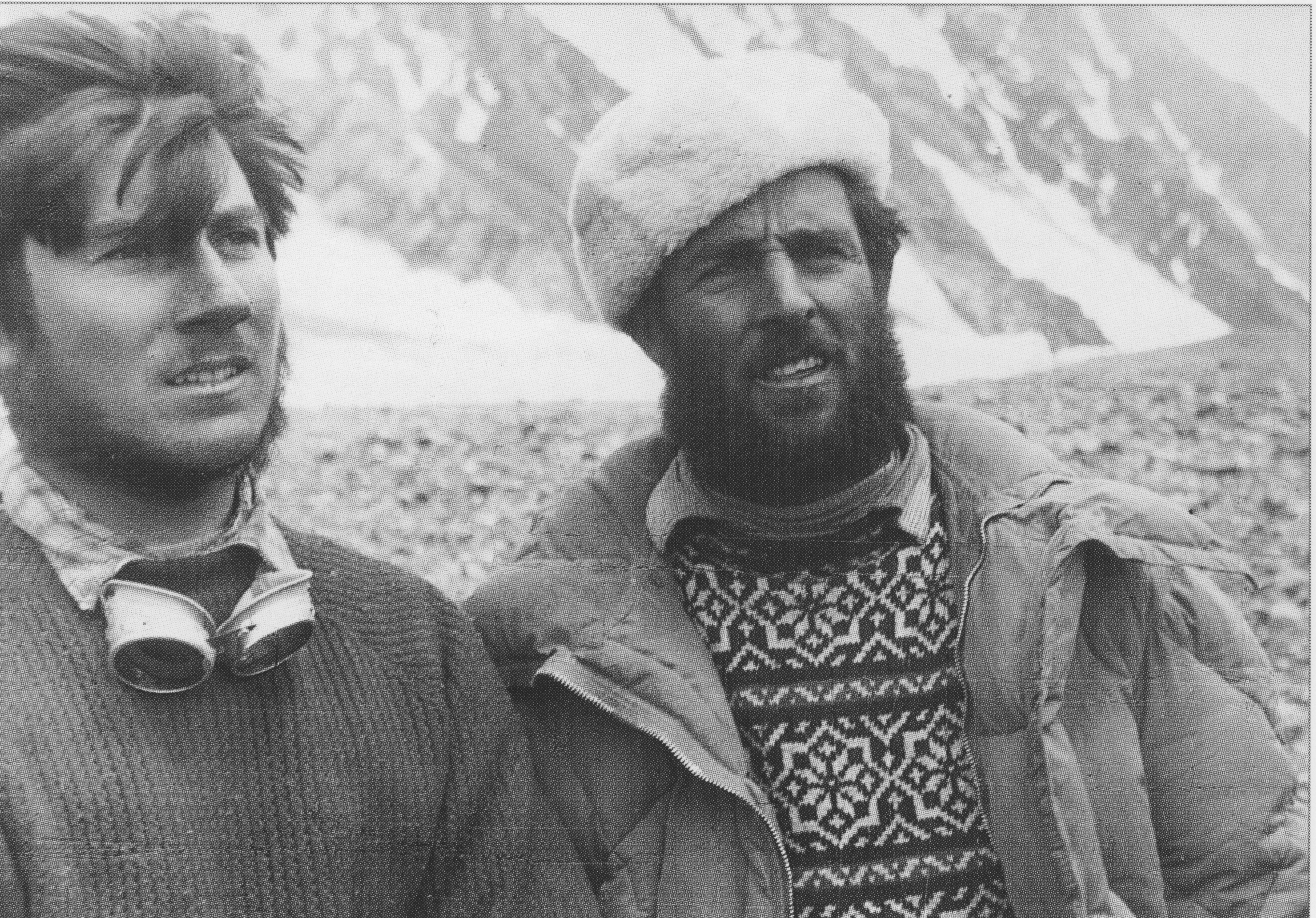
Walter Bonatti (links) en Erich Abram (1954)

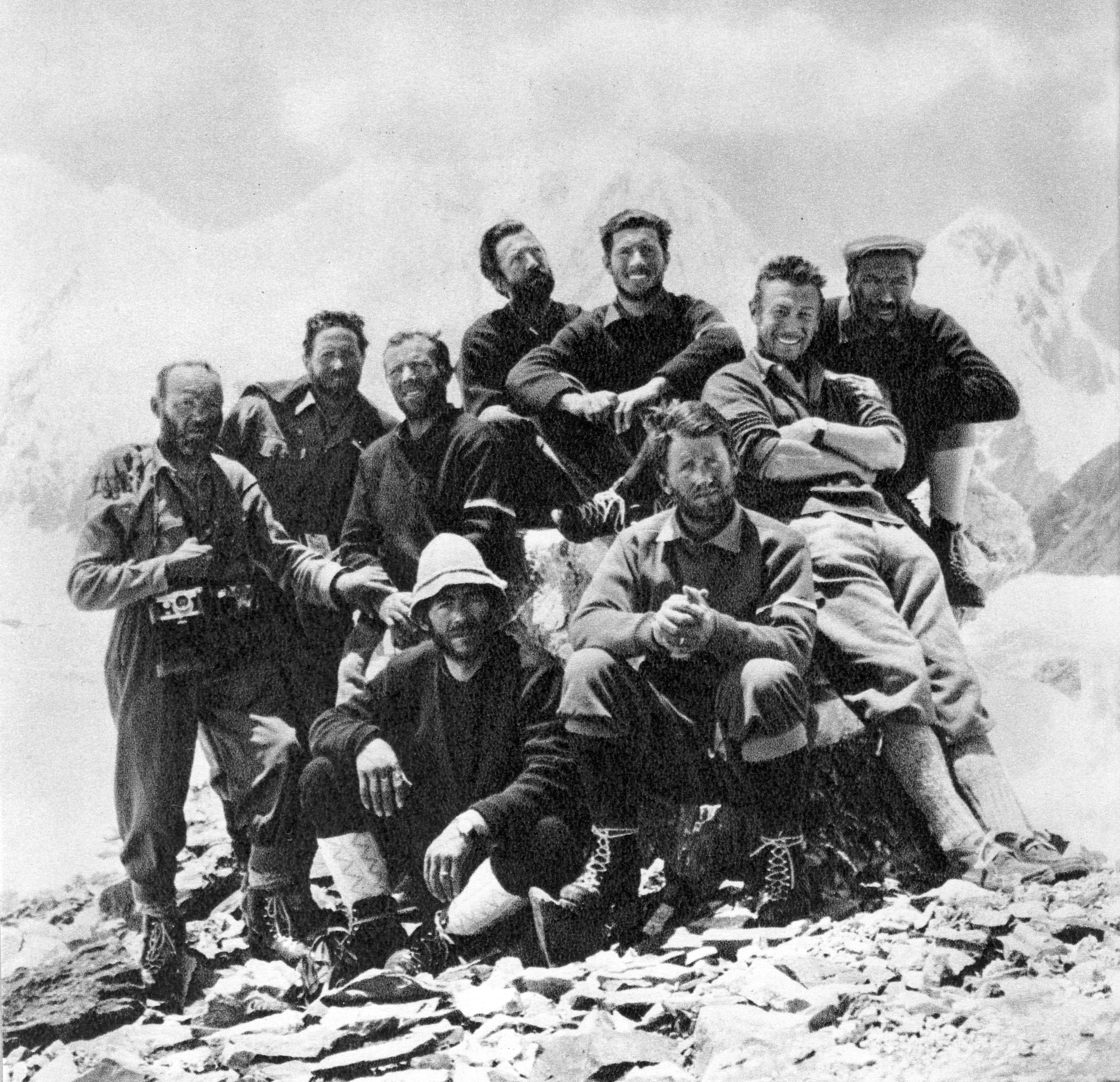
De Gasherbrum IV-expeditie in 1958

Bonatti's naam is helaas ook verbonden met twee zware tragedies waarbij klimmers om het leven kwamen. De eerste begon rond kerstmis 1956. Twee relatief onervaren alpinisten beklommen de klassieke Brenvaroute op de Mont Blanc. Bonatti en zijn vriend Silvano Gheser wilden een andere route doen, maar weken uit naar dezelfde klimroute omdat ze de condities niet vertrouwden. Het viertal klom samen tot ongeveer 100m onder de top van de Brenva. Daar verslechterde het weer, de wind wakkerde aan tot een heuse sneeuwstorm en de temperatuur zakte tot -20°. Bonatti en Gheser zochten relatieve beschutting onder een serac, terwijl Vincendon en Henry 100m lager een comfortabele slaaphouding zochten. De volgende ochtend bracht meer van hetzelfde: afschuwelijk weer, zichtbaarheid nul, hevige sneeuwval. Bonatti besloot als één touwgroep verder te klimmen. De bovenste helling van de Brenva is een doolhof van ijstorens - zogenaamde seracs - en het is een fantastische prestatie op zich dat het viertal, geleid door het instinct van Bonatti, de top van de Brenvaflank vond. Om drie uur 's middags begonnen ze aan de afdaling richting Frankrijk, maar Bonatti oordeelde dat de sneeuw te onstabiel was en het gevaar op lawines te groot. De oplossing lag voor de hand: ze konden over de top van de Mont Blanc klimmen en zo relatief simpel de refuge Vallot bereiken, een schuilhut op 4500m hoogte. Dit impliceerde wel dat men nog 400m hoogte moest winnen, iets wat na voorgaande beproevingen niet zo simpel meer was. Vincendon en Henry wilden stoppen om te eten, Gheser nam zijn rugzak af maar Bonatti riep hen tot orde. Met een gevoelstemperatuur van -70° moesten de klimmers voor zonsondergang de hut bereiken, anders zouden ze sterven. Gheser nam zijn rugzak op, verbrak het touw met Vincendon en Henry en volgde Bonatti. Meer dood dan levend bereikten de twee Italianen de Vallothut bij zonsondergang. Gheser had zware bevriezingen aan de voeten wat hem later zijn tenen zou kosten. Bonatti wilde alleen terug op zoek naar Vincendon en Henry, maar Gheser praatte op hem in en haalde hem over om te blijven. Iets wat men vanuit warme salons veroordeelde maar wat de enige zinvolle beslissing was in deze omstandigheden.
Vincendon en Henry zijn een stuk lager op de Franse normaalroute teruggevonden. De hele zaak werd in de Franse pers opgeklopt, temeer omdat bij een reddingspoging een legerhelikopter neerstortte. Bonatti kreeg het verwijt de twee andere klimmers aan hun lot overgelaten te hebben, terwijl men vergat dat Bonatti en Gheser ook aan het einde van hun krachten waren.
Vier jaar later keerde Bonatti terug naar Pakistan en werd de eerste alpinist die de Gasherbrum IV beklom.
Bonatti werd door Frankrijk onderscheiden met een benoeming in het Legioen van Eer na een reddingsactie op de Freney-zijde van de Mont Blanc waardoor twee klimmers gered konden worden. Vier anderen vonden de dood tijdens de afdaling, nadat het team meer dan een week vlak onder de top vast had gezeten door een storm.
Op 35-jarige leeftijd nam Bonatti afscheid van het topalpinisme en de volgende 20 jaar reisde hij de wereld rond als reporter, dit meestal naar de meest onherbergzame plekken op aarde. Nog één keer sloeg hij de wereld met stomheid door als eerste een nieuwe route op de Matterhorn noordwand te beklimmen, midden in de winter en alleen. Bonatti zag het klimmen als een verruiming van zijn persoonlijkheid.

## Bekendste beklimmingen
- 1949 - Piz Badile Noordwestwand, Noire Westwand, Grandes Jorasses Noordwand
- 1951 - Grand Capucin Oostwand
- 1955 - Petit Drus West Pijler
- 1957 - Pilier d'Angle
- 1958 - Gasherbrum IV
- 1959 - Mont Blanc Rode Pijler
- 1961 - Rondoy Noordwand
- 1962 - Pilier d'Angle Noordwand
- 1963 - Grandes Jorasses Walker Pijler, Noordwand (solo, Winter)
- 1965 - Matterhorn Noordwand (solo, Winter)